# Dearne
Dearne (ang. River Dearne) – rzeka w północnej Anglii, w hrabstwach West Yorkshire i South Yorkshire, dopływ rzeki Don. Długość rzeki wynosi 51,9 km.
Źródło rzeki znajduje się na zachód od wsi Birdsedge, na wysokości około 315 m n.p.m. W górnym biegu rzeka płynie na północny wschód i przepływa przez miejscowości Denby Dale i Clayton West, po czym skręca na południowy wschód.  Dalej przepływa przez Darton, Barnsley, Darfield, Wath upon Dearne i Bolton upon Dearne. W końcowym biegu od północy opływa Mexborough i uchodzi do rzeki Don naprzeciw Conisbrough.